# Mykołajiwka (hromada Nowohrodiwka)
Mykołajiwka (ukr. Миколаївка) – wieś na Ukrainie, w obwodzie donieckim, w rejonie pokrowskim, w hromadzie Nowohrodiwka. W 2001 liczyła 805 mieszkańców.